# Vellosillo (Soria)
Vellosillo es una localidad deshabitada de la provincia de Soria, partido judicial de Soria, Comunidad Autónoma de Castilla y León, España. Pueblo de la comarca de Tierras Altas que pertenece al municipio de Yanguas.
Desde el punto de vista jerárquico de la Iglesia católica forma parte de la diócesis de Osma la cual, a su vez, pertenece a la archidiócesis de Burgos.

## Geografía

Término municipal de Yanguas

Esta pequeña población de la comarca de Tierras Altas está ubicada en el norte de la provincia, bañada por el río Masas, afluente por la izquierda de Cidacos en la vertiente mediterránea, al sur de sierra del Hayedo de Santiago y al oeste de la sierra de San Cristóbal
.

### Comunicaciones
Localidad situada en la carretera provincial SO-P-1130 de San Pedro Manrique a Yanguas, pasando por Diustes y Camporredondo.

## Historia
Lugar que durante la Edad Media formaba parte de  la Comunidad de Villa y Tierra de Yanguas, en el censo de Floridablanca denominado Partido de Yanguas, señorío del marqués de Aguilar.
A la caída del Antiguo Régimen la localidad se constituye en municipio constitucional, entonces conocido como Vellosillo y La Mata  en la región de Castilla la Vieja, partido de Ágreda  que en el censo de 1842 contaba con 27 hogares y  112 vecinos.
A mediados del siglo XIX, este municipio desaparece porque se integra en Yanguas.

## Medio Ambiente
En su término e incluidos en la Red Natura 2000 los siguientes lugares:
- Lugar de Interés Comunitario conocido como Riberas del Río Cidacos y afluentes, ocupando 57 hectáreas, el 1 % de su término.[5]